# Rosane Kirch
Rosane Kirch (Bacabal, Estat de Maranhão, 19 d'abril de 1976) va ser una ciclista brasilera que fou professional del 2006 al 2011.

## Palmarès
- 2002
  -  Campiona del Brasil en ruta
  -  Campiona del Brasil en contrarellotge
- 2010
  - 1a a l'Eroica Rosa
  - Vencedora d'una etapa al Tour del Charente Marítim